# 飛崎哲治
飛崎 哲治（とびさき　てつじ、1962年6月1日 - ）は高知県出身の日本の柔道家。65kg級と71kg級の選手。身長168cm。

## 経歴
国士舘大学に入学すると、新人体重別と正力杯の65kg級で優勝を飾った。その後、階級を71kg級に上げると、正力国際でも優勝を成し遂げた。大学を卒業後に警視庁へ入庁すると、1986年の選抜体重別では決勝で日体大1年の古賀稔彦を有効で破って優勝を飾った。嘉納杯では3位だった。1987年のフランス国際では決勝で地元フランスのマルク・アレクサンドルに敗れて2位だった。講道館杯では決勝で再び古賀を技ありで破って優勝を果たした。しかし、選抜体重別では初戦で天理大学の古田知史に敗れて世界選手権代表にはなれなかった。1988年の選抜体重別では3位となった。

## 主な戦績
65kg級での戦績
- 1982年 -　正力杯　3位
- 1982年 -　新人体重別　優勝
- 1983年 -　正力杯　優勝
- 1984年 -　スウェーデン国際柔道大会　優勝(71kg級)
- 1985年 -　正力国際　2位

71kg級での戦績　
- 1986年 -　正力国際　優勝
- 1986年 - ハンガリー国際　優勝
- 1986年 -　選抜体重別　優勝
- 1986年 - 嘉納杯　3位
- 1986年 - アメリカ国際　優勝
- 1987年 - フランス国際　2位
- 1987年 -　講道館杯　優勝
- 1988年 -　選抜体重別　3位

(出典、JudoInside.com)。